# سمد الشان

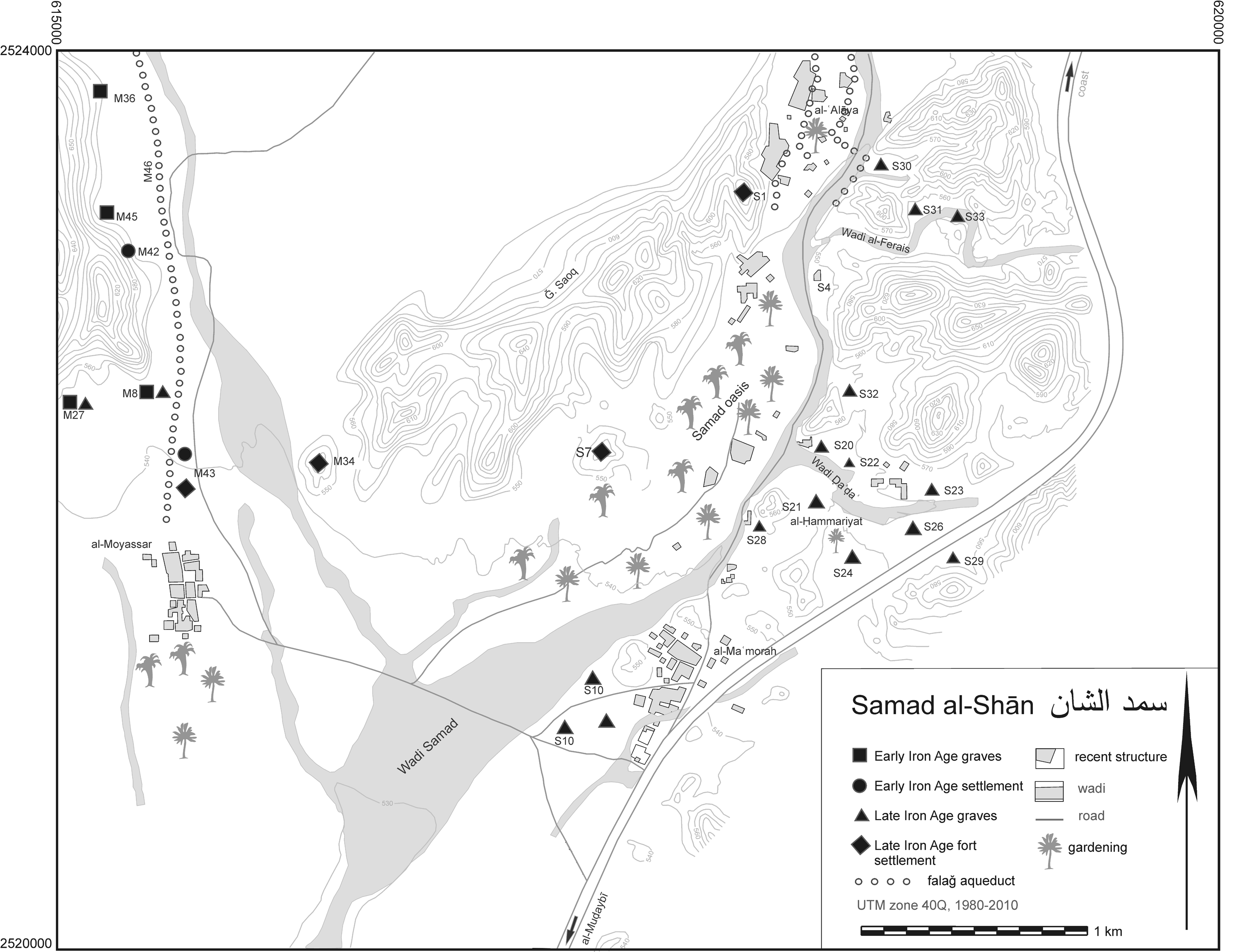
مخطط المواقع الأثرية بوادي سمد قرب سمد الشان والميسر محافظة الشرقية

سمد الشان (22°48'N; 58°09'E، ارتفاع 565 م) هو موقع أثري في ولاية المضيبي، وهي نيابة تابعة لمحافظة شمال الشرقية، عمان. تعود الآثار التي بها إلى العصر الحديدي المتأخر.